# ATSF 1A
Az ATSF 1A egy B-B tengelyelrendezésű dízelmozdony-sorozat volt, melyet az amerikai General Motors Electro-Motive Division gyártott. Az 1342 kW teljesítményű áramvonalas mozdonyból összesen egy db-ot gyártottak 1935-ben.